# Bavayia crassicollis
Bavayia crassicollis е вид влечуго от семейство Diplodactylidae.

## Разпространение
Видът е разпространен в Нова Каледония.